# جابر بن عبد الله الراسبي
الصحابي جابر بن عبد الله الراسبي 
من بني راسب بن مالك بن ميدعان بن مالك بن نصر بن الأزد له إدراك وشهد فتوح العراق مع سعد بن أبي وقاص وذكر الطبري في التاريخ أن سعدًا أرسله مع المضارب العجلي وجماعة وأمر عليهم ضرار بن الخطاب بأمر عمر إلى أناس اجتمعوا من الذين يقاتلونهم ثم كان مع على في حروبه ولما وقع التحكيم فأنكره الخوارج واجتمعوا بالنهروان أمر عليهم عبد الله بن وهب الراسبي وكان عجبًا في كثرة العبادة حتى لقب ذا الثفنات كان لكثرة سجوده صار في يديه وركبتيه كثفنات البعير وقتل الراسبي المذكور مع من قتل بالنهروان وقصته في ذلك مشهورة ذكره بن الكلبي وعيره.
جابر بن عبد الله الراسبي. له صحبة، روى عنه أبو شداد، قال صالح بن محمد جزرة: إنه الراسبي نزل البصرة، قال أبو نعيم: ولا أراه إلا جابر بن عبد الله الأنصاري السلمي.
روى أبو شداد عن جابر بن عبد الله الراسبي عن النبي أنه قال: «من عفا عن قاتله، وأدى حقنا، وقرأ دبر كل صلاة:» قل هو الله أحد«عشر مرات دخل من أي أبواب الجنة شاء، وزوج من الحور العين ما شاء»، فقال أبو بكر الصديق: أو واحدة من هؤلاء؟ قال: «أو واحدة من هؤلاء». قال ابن منده: هذا حديث غريب إن كان محفوظاً.